# رايدنغ (النمسا)
رايدنغ (بالإنجليزية: Raiding)‏ هي إحدى مدن الأسواق النمساوية الصغرى من منطقة أوبربوليندورف. وهي مسقط رأس فرانز ليست.

## جغرافية
البلدية تقع على امتداد جدول رايدنغ في وسط بورغنلاند. رايدنغ هي البلدة الوحيدة في البلدية.

## تاريخ
وقد تم توثيق رايدنغ عام 1425 باسم «دوبورنيا». ومثل بقية بورغنلاند، تنتمي رايدنغ إلى المجر من 900 إلى 1920-1921. بعد نهاية الحرب العالمية الأولى، أعطيت غرب المجر إلى النمسا مع معاهدة.